# 攀枝花学院
攀枝花学院（简称攀大，缩写：PZHU），是一所位于中国四川省攀枝花市的以工科为主的地方综合性普通本科院校。学校的前身是始建于1983年的專科學校攀枝花大学，1994年与攀枝花教育学院合并，2001年经中国教育部批准改建为本科院校并更名为“攀枝花学院”。

## 校史
攀枝花大学于20世纪80年代开始被筹划建设。自攀枝花建市以后，有大量的外来技术人才和早期建设者移民至此，他们的子女也在本地接受教育。1980年后，需要接受高等教育的人数急剧增加，但攀枝花市教育基础薄弱，并无一所高等教育院校。1980年4月2日，时任中国国务院副总理方毅首次提出攀枝花要发展高等教育的意见。他“主张将来在这里办一个攀枝花大学，而且要闻名于世”，以解决攀枝花教育落后所可能导致的人才流失问题。
|        | 攀枝花要成为一个名城，不能因为出钢铁，出钒钛，还应当是一个具有发达文化的城市。 |
| ——方毅 |                                                                                |

1983年10月10日，渡口市人民政府向四川省人民政府呈递《关于举办攀枝花大学的请示报告》。同年11月11日获得四川省人民政府批准并报教育部备案，学制三年。
1983年11月，经四川省人民政府批准，攀枝花大学（地方性专科学校）成立，方毅亲自为之题写校名。
1984年9月18日，攀枝花大学正式成立，并举行首届学生开学典礼，招收专科学生。1985年至1991年，学校兴建大量基础设施。首届中文秘书、中文师资、工业与民用建筑 3 个专业 118 名新生进校。
1994年2月21日，攀枝花市人民政府决定攀枝花教育学院（1987年前称“渡口教育学院”）与攀枝花大学合并，组建新的攀枝花大学。1995年升格为普通高等专科学校。1998年8月，当地市政府决定将攀枝花卫生学校并入攀枝花大学。
2001年5月，中国教育部同意在原攀枝花大学的基础上建立攀枝花学院，以实施本科教育为主，同时举办专科层次高等职业教育。2001年7月，攀枝花大学正式独立招收第一届本科学生。9月12日，第一届730名本科学生报道入学。2002年1月18日，攀枝花学院举行挂牌庆典活动，攀枝花学院正式成立。
2004年3月，攀枝花市高级技术工人学校并入攀枝花学院。2005年6月，四川省政府学位办同意将攀枝花学院增列为学士学位授予单位，学校获学士学位授予权。
2007年8月，攀枝花市中西医结合医院、铁路医院划归攀枝花学院管理。
2007年开始联合培养研究生，2017年开始举办留学生教育，2021年11月，攀枝花学院成为硕士学位授予学校，可以为主修材料与化工、会计2个专业的学生授予硕士学位。

## 学校概况
截至2022年底，攀枝花学院占地面积1450亩，校舍面积57.42万平方米。下设21个教学单位、1个科研单位、6个教辅单位和1个直管三甲附属医院，固定资产总值11.24亿元。馆藏文献509万册，在编教职工1050人（不含附属医院），其中专任教师923人。学校共有63个本科专业，2个专业硕士学位授权点。学校现有全日制本专科在校生及研究生、留学生14588人，中专、技校在校生1483名，成人教育学生2940人。专业设置涵盖理、工、文、法、经、管、医、艺、农等9个学科门类。
该校拥有国家重点实验室“攀枝花钒钛检测实验室”，从事钒钛原材料及制品检测业务。学院设置本部、西苑（医学院）、北苑（成人教育学院）、东苑（康养学院），校园内还有附属驾校。学校内有老挝、越南、巴基斯坦等国家的留学生。

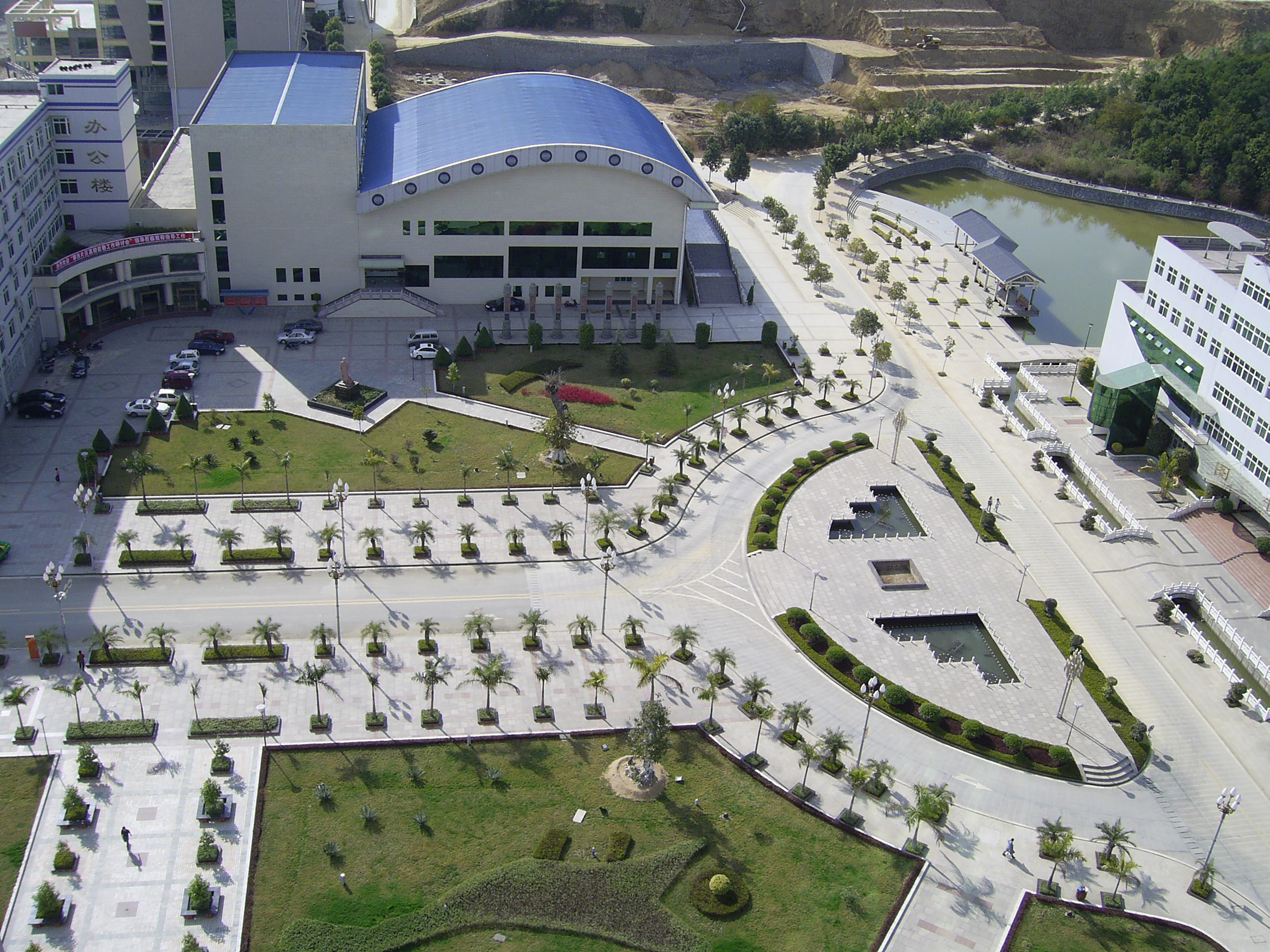
阳光广场
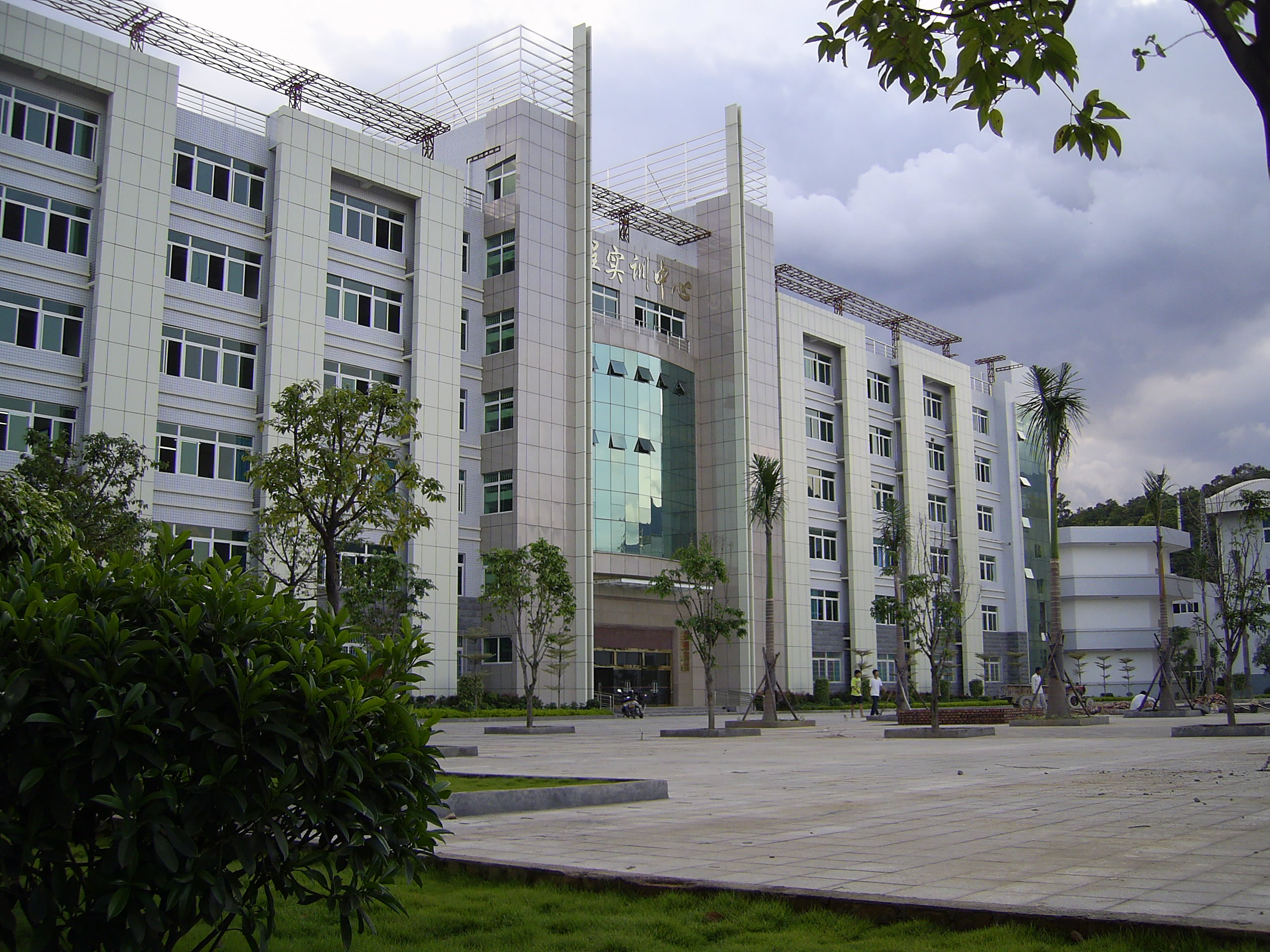
工程实训中心
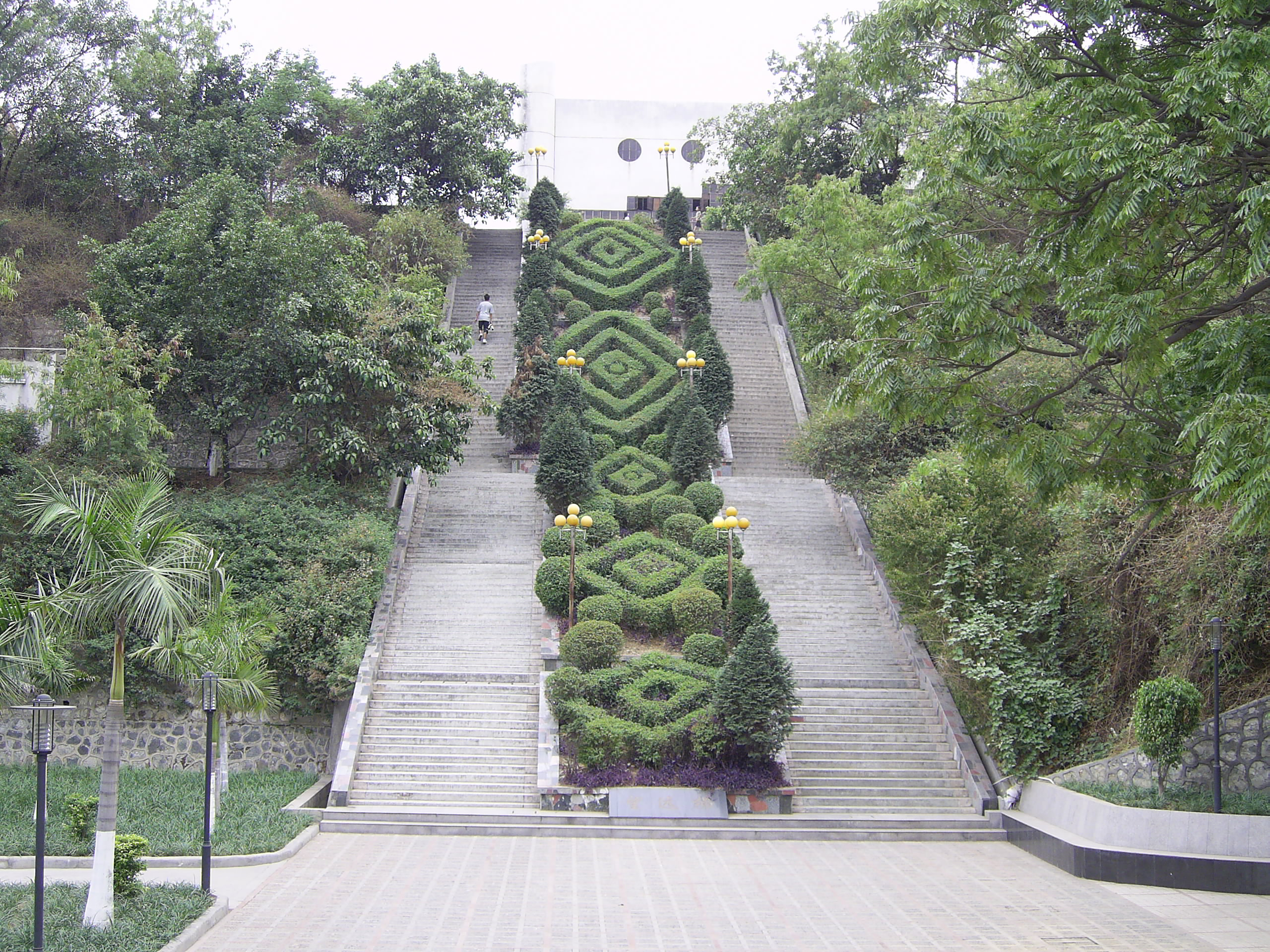
梯道
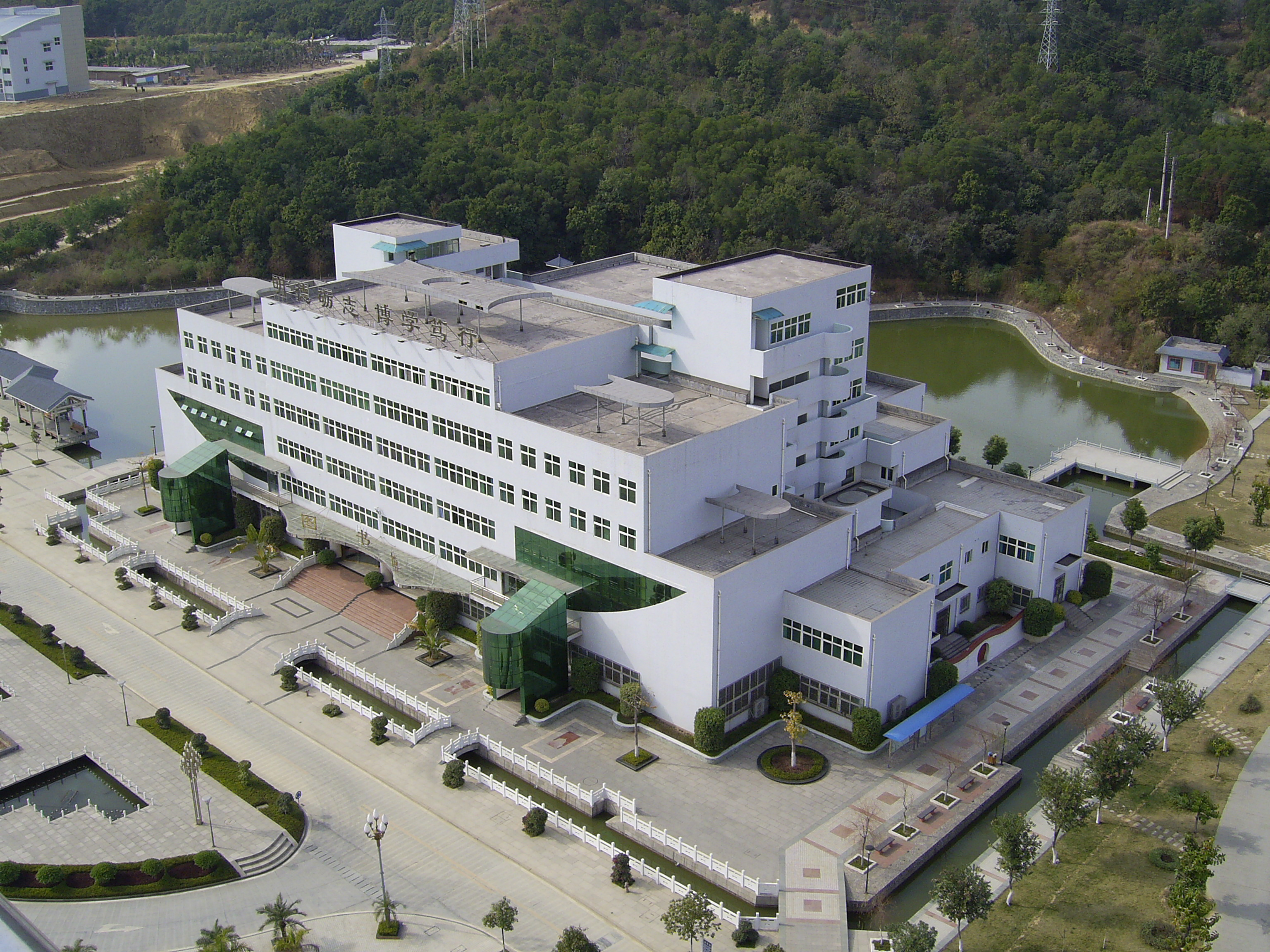
图书馆
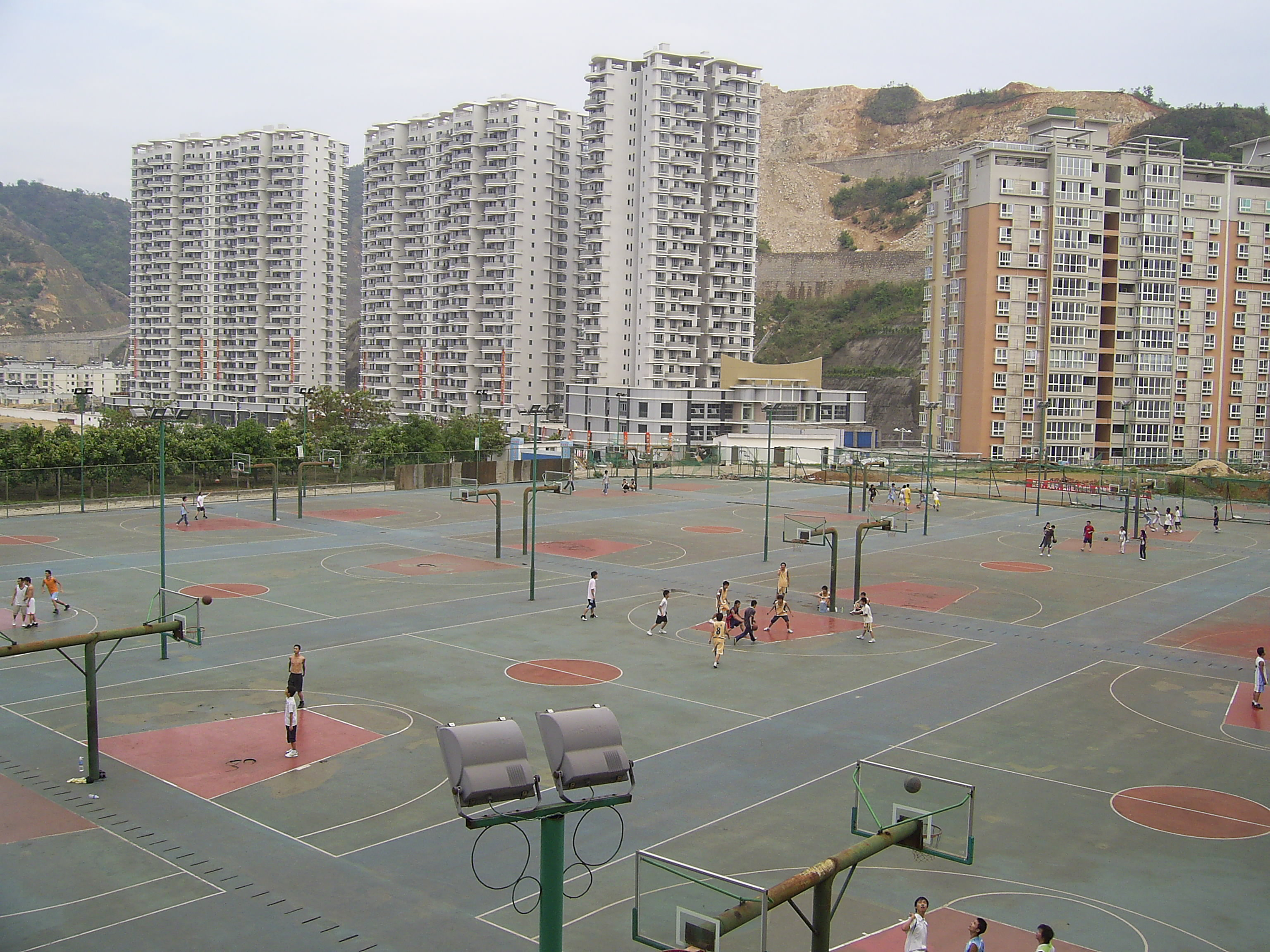
篮球场

## 院系设置

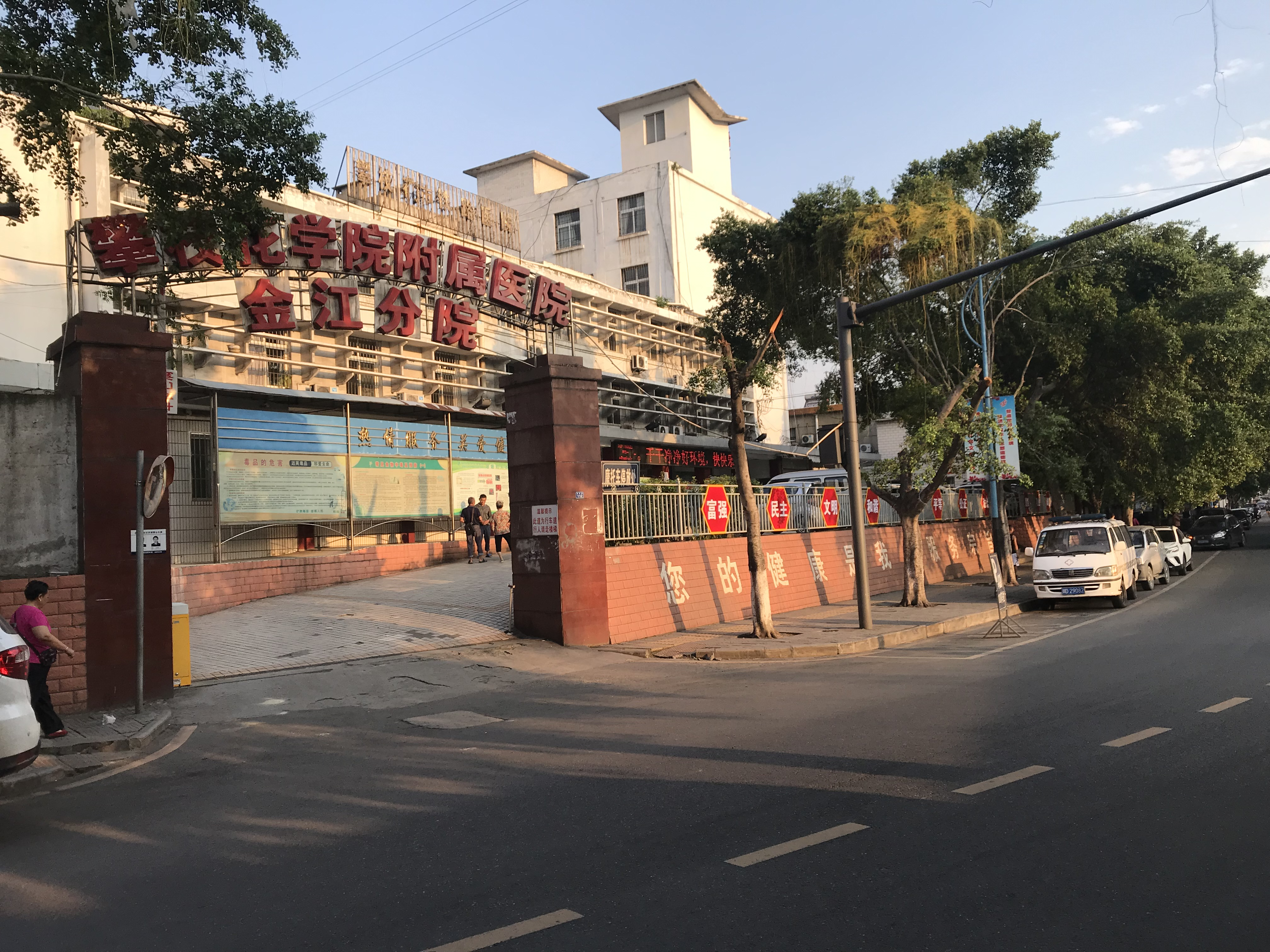
攀枝花学院附属医院金江分院

#### 理工学院
- 钒钛学院
- 康养学院
- 生物与化学工程学院（农学院）
- 基础医学院
- 土木与建筑工程学院
- 数学与计算机学院（大数据学院）
- 电气信息工程学院
- 智能制造学院

#### 文科学院
- 经济与管理学院
- 文学院
- 法学院
- 艺术学院
- 外国语学院

#### 其他
- 马克思主义学院（中国特色社会主义理论教育学院）
- 体育部
- 继续教育学院（自考助学服务中心）
- 公共实验教学中心
- 创新创业学院
- 国际教育学院（国际交流与合作处）
- 临床医学院
- 攀枝花纪检监察学院（廉政学院）

## 附属机构
2007年，攀枝花市中西医结合医院被划归予攀枝花学院。医院部分事项移交给攀枝花学院管理，成为攀枝花学院附属医院。
攀枝花学院同时拥有攀枝花市大学生科技创业孵化园，为高校毕业生提供一次性创业补贴资金，吸引创业项目，2012年底产值达1000多万元。